# Мак-Кинли (гора)
Мак-Ки́нли (англ. McKinley) или Дена́ли (англ. Denali, коюк. Deenaalee) — двуглавая гора на юге центральной части Аляски, высочайшая гора Северной Америки. Находится в центре национального парка Денали.
Высота 6190 метров по данным геологической службы США. Превышение — 6135 м (3-й в списке самых больших гор по относительной высоте). В 2019 году геологическая служба США изменила официальные данные о высоте, гора оказалась на 3 метра ниже прежних показателей.
Изначально атабасками называлась Денали, а русскими в XIX веке — Большая гора, и была высочайшей точкой Российской империи в 1799-1867 годах. В 1896 году золотоискатель Уильям Дики дал имя Мак-Кинли в честь будущего 25-го президента Соединённых Штатов Америки, в 1917 году конгресс США создал национальный парк Маунт-Мак-Кинли. В 1975 году в Аляске название горы изменено на «Денали», название, принятое у народа атабаски. В 2015 году изменение признано на федеральном уровне. В 2025 году это решение было отменено и гора стала снова называться Мак-Кинли.

## Название
На языке индейцев атабаски название горы Денали означает «высокий» или, в некоторых переводах, «большой».
Русские в период колонизации Аляски называли её просто — «Большая гора». Возможно, это один из вариантов перевода на русский язык индейского названия. Также они использовали название Тенада (вероятно, c языка дег-хитан, где означает «высокий» или, в некоторых переводах, «большой»).
Золотоискатель Уильям Дики, в 1896 году сообщивший миру о самой высокой горе Северной Америки, предложил назвать её в честь Уильяма Мак-Кинли: «В честь Уильяма Мак-Кинли из Огайо, который был номинирован на пост президента, и этот факт был первой новостью, которую мы получили на нашем пути из этой прекрасной глуши». В 1897 году совет США по географическим названиям признал новое название.
В 1975 году совет Аляски по географическим названиям сменил название горы с Мак-Кинли на Денали, оно стало официально использоваться в штате. Власти Аляски попросили совет США по географическим названиям изменить на федеральном уровне. Однако переименование было заблокировано конгрессменом-республиканцем Ральфом Регулой, в округ которого входит Кантон в штате Огайо — город, где вырос президент Мак-Кинли и где находится национальный мемориал Мак-Кинли. Только уход последнего на пенсию в 2009 году позволил вернуться к этому вопросу.
28 августа 2015 года по решению президента США Барака Обамы вершине на федеральном уровне было присвоено местное название Денали.
В январе 2025 года, вскоре после вступления в должность, президент Дональд Трамп подписал указ об обратном переименовании горы и возвращении названия «Мак-Кинли».

## География
Находится на территории боро Денали, в 210 км севернее крупнейшего города Аляски — Анкориджа и в 275 км юго-западнее города Фэрбанкса. Пик Мак-Кинли расположен в около 200 км от морского побережья (залив Кука).
Гора принадлежит системе Аляскинского горного хребта.

## Геология
По сути, представляет собой огромный гранитный блок, начавший выдвигаться из земной поверхности около 60 млн. лет назад вследствие тектонической активности. У горы две заметные вершины: южная высоты 6190 метров и более низкая северная — 5934 м.
Вершина горы повсеместно покрыта снежниками, служащими источником питания для прилегающих ледников и достигающими наибольшей мощности на южном склоне. На склонах горы есть такие большие ледники, как Малдроу, Рут и Кахилтна.

## История
6 мая 1794 года британский мореплаватель и исследователь Аляски Джордж Ванкувер стал первым европейцем, заметившим «далёкие огромные горы» со стороны залива Кука. В 1834 году гору описал путешественник Андрей Глазунов, и в 1839 году полярный исследователь Фердинанд фон Врангель нанёс её на карту Русской Америки. В 1843-1844 годах гору изучил руководитель российской экспедиции Лаврентий Загоскин, исследуя реки Танана и Кускокуим.
С 1799 года по 1867 год гора являлась высшей точкой Российской империи (в то время её высота не была известна). 30 марта 1867 года Аляска, где располагается Денали, была продана США.
24 января 1897 года в нью-йоркской газете «The Sun» вышла статья под авторством вернувшегося с Аляски золотоискателя Уильяма Дики, в которой указывалась примерная высота в 6100 метров и утверждалось, что гора Денали является наивысшей точкой в Северной Америке (до этого наивысшей считалась гора Логан).

### История восхождений

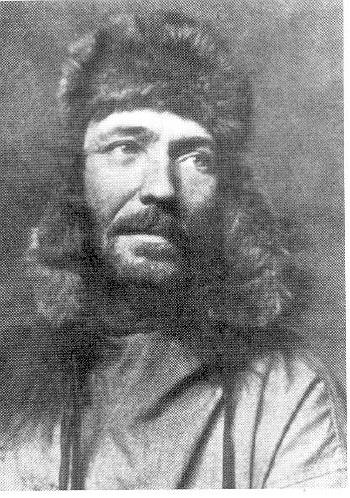
Хадсон Стак в 1913 году

В 1906 году Фредерик Кук заявил, что ему удалось достичь вершины горы в паре с проводником Эдвардом Баррилом. В 1909 году Кук вскоре после обвинений Пири относительно первенства в достижении Северного полюса был также обвинён в фальсификации материалов о покорении горы. Основанием было заявление Баррила и предоставление фальшивых фотографий. Ряд современных альпинистов считают, что Кук не добирался до вершины, однако другие (Вашбёрн, Д. Шпаро) доказывали обратное. Следующее восхождение на гору состоялось 7 июня 1913 года под началом Хадсона Стака.

В 1932 году при подъёме на гору погибли два участника экспедиции, ставшие первыми погибшими на Денали. Согласно статистике при восхождении на гору погибло уже почти 100 альпинистов, к началу XXI века лишь 58 процентов из восходивших добрались до вершины.

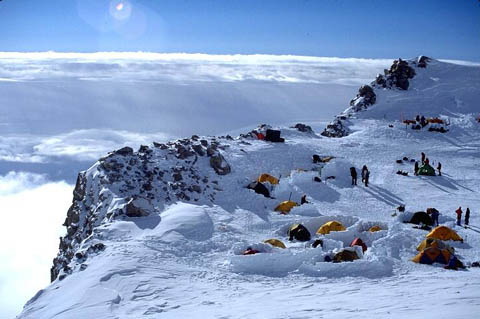
Штурмовой лагерь на западном контрфорсе (West Buttress) (этим маршрутом поднималось большинство экспедиций). Фото 2001 года

21 мая 1992 года при спуске на Южном контрфорсе погиб альпинист Магс Стамп.
В 2002 году совершено восхождение российских альпинистов на Денали под руководством Матвея Шпаро. Среди 11 альпинистов (Шпаро М., Банарь О., Афанасьев В., Богатырёв М., Губаев А., Агафонов А., Гвоздев С., Смолин Б., Соболев А.) было два инвалида в креслах (Ушаков Игорь из города Курска и Григорий Царьков из города Кумертау), поставленных на лыжи.
13 июня 2014 года каталонец Килиан Жорнет Бургада установил рекорд скоростного восхождения на вершину по маршруту Rescue Gully: 11 часов 40 минут.
11 января 2015 года американский альпинист Лонни Дюпре (Lonnie Dupre) стал первым в истории горы, кто смог подняться на вершину в одиночном восхождении в зимний период.